# Associatie van ratelaar en harlekijn
De associatie van harlekijn en ratelaar (Rhinantho-Orchidetum) is een associatie uit het dotterbloem-verbond (Calthion palustris). Het is een zeer bloemrijke plantengemeenschap specifiek voor natte zandgronden langs de Nederlandse en Belgische kust.

## Naamgeving en codering
- Syntaxoncode voor Nederland (rVvN): r16Ab01
- BWK-karteringscode: hc
- Natura2000-habitattypecode: H2190
- Corine biotope: 37.21 Atlantic and sub-Atlantic humid meadows
- Eunis Habitat Types: E3.41 Atlantic and sub-Atlantic humid meadows

De wetenschappelijke naam Rhinantho-Orchidetum is afgeleid van de botanische namen van twee opvallende soorten voor de associatie, de grote ratelaar (Rhinanthus angustifolius) en de harlekijn (Anacamptis morio, synoniem Orchis morio).

## Fysiognomie
Vegetatie van de associatie van ratelaar en harlekijn zijn meestal soortenrijk en bloemrijk, laagblijvend en weinig productief. De kruidlaag omvat overwegend overblijvende kruiden, aangevuld met verschillende grassen en grasachtige planten. Plaatselijk kan riet de laagblijvende vegetatie doorbreken.
De boom- en struiklaag zijn afwezig. Een moslaag is aanwezig maar soortenarm.

## Ecologie
Deze plantengemeenschap komt vooral voor op natte, zoete tot licht brakke zandgrond en zandige kleigrond, op een licht zure tot basische bodem. Het grondwaterpeil staat heel het jaar door hoog, maar is vrij stabiel. Overstromingen worden slecht verdragen, en ook stagnerend regenwater hebben een negatieve invloed.
Meestal gaat het over hooilanden en -weiden in inpolderingen, in voormalige kwelders en op oude zandopduikingen langs de kust.

## Verspreiding
De associatie van ratelaar en harlekijn komt vooral in Nederland voor, vooral op de Waddeneilanden, in Zeeland en langs de Friese Zuiderzeekust. In de polder Waal en Burg op Texel is een uitgelezen voorbeeld van deze gemeenschap te vinden.
In Vlaanderen was in 2002 nog één recente locatie bekend van deze plantengemeenschap.

## Diagnostische taxa voor Nederland en Vlaanderen
Deze associatie is een van de meer soortenrijke binnen het verbond. Ze omvat maar één kensoort, de orchideeënsoort harlekijn, maar deze komt praktisch in elke gemeenschap van deze associatie voor. Ook de brede orchis kan hier aangetroffen worden. Verder zijn een aantal kensoorten van de hoger niveaus als echte koekoeksbloem, grote ratelaar en moerasrolklaver prominent aanwezig, aangevuld met algemene graslandsoorten als scherpe boterbloem, smalle weegbree en veldzuring. Van de grassen en grasachtige planten worden gestreepte witbol, kamgras, gewoon reukgras en gewone veldbies meestal gevonden. Opvallend is het voorkomen van de zeldzame varen gewone addertong.
In de moslaag is gewoon haakmos praktisch overal aanwezig.
Kruidlaag
| Kentaxon | Diff.soort | Presentie | Triviale naam       | Botanische naam          | Opmerking | Afbeelding |
| -------- | ---------- | --------- | ------------------- | ------------------------ | --------- | ---------- |
| kA       | -          | 100%      | harlekijn           | Anacamptis morio         |           |            |
| kV       | -          | > 50%     | echte koekoeksbloem | Silene flos-cuculi       |           |            |
| kV       | -          | > 40%     | grote ratelaar      | Rhinanthus angustifolius |           |            |
| kV       | -          | > 20%     | moerasrolklaver     | Lotus pedunculatus       |           |            |
| kV       | -          | > 20%     | brede orchis        | Dactylorhiza majalis     |           |            |
| kO       | -          | > 20%     | kale jonker         | Cirsium palustre         |           |            |
| kO       | -          | > 10%     | biezenknoppen       | Juncus conglomeratus     |           |            |
| kK       | -          | > 80%     | gestreepte witbol   | Holcus lanatus           |           |            |
| kK       | -          | > 80%     | veldzuring          | Rumex acetosa            |           |            |
| kK       | -          | > 80%     | scherpe boterbloem  | Ranunculus acris         |           |            |
| kK       | -          | > 70%     | rode klaver         | Trifolium pratense       |           |            |
| kK       | -          | > 60%     | gewone hoornbloem   | Cerastium fontanum       |           |            |
| kK       | -          | > 50%     | pinksterbloem       | Cardamine pratensis      |           |            |
| kK       | -          | > 30%     | vogelwikke          | Vicia cracca             |           |            |
| kK       | -          | > 10%     | gewone brunel       | Prunella vulgaris        |           |            |
| kK       | -          | > 10%     | knoopkruid          | Centaurea jacea          |           |            |
| bg       | -          | > 90%     | gewoon reukgras     | Anthoxanthum odoratum    |           |            |
| bg       | -          | > 90%     | smalle weegbree     | Plantago lanceolata      |           |            |
| bg       | -          | > 80%     | gewone veldbies     | Luzula campestris        |           |            |
| bg       | -          | > 70%     | gewoon biggenkruid  | Hypochaeris radicata     |           |            |
| bg       | -          | > 50%     | gewone paardenbloem | Taraxacum officinale     |           |            |
| bg       | -          | > 50%     | gewone addertong    | Ophioglossum vulgatum    |           |            |
| bg       | -          | > 50%     | kleine ratelaar     | Rhinanthus minor         |           |            |
| bg       | -          | > 50%     | gewoon riet         | Phragmites australis     |           |            |
| bg       | -          | > 40%     | kamgras             | Cynosurus cristatus      |           |            |

Moslaag
| Kentaxon | Diff.soort | Presentie | Triviale naam  | Botanische naam            | Opmerking | Afbeelding |
| -------- | ---------- | --------- | -------------- | -------------------------- | --------- | ---------- |
| kK       | -          | > 80%     | gewoon haakmos | Rhytidiadelphus squarrosus |           |            |

Orde: Molinietalia (pijpenstrootje-orde)

Verbond: Junco-Molinion (verbond van biezenknoppen en pijpenstrootje)

Associaties:
Cirsio dissecti-Molinietum (blauwgrasland)
 Crepido-Juncetum acutiflori (associatie van veldrus en gevlekte orchis)
Verbond: Calthion palustris (dotterbloem-verbond)

Associaties:
Rhinantho-Orchidetum morionis (associatie van harlekijn en ratelaar)
 Lychnido-Hypericetum tetrapteri (associatie van echte koekoeksbloem en gevleugeld hertshooi)
Ranunculo-Senecionetum aquatici (associatie van boterbloemen en waterkruiskruid)
Scirpetum sylvatici (bosbies-associatie)
Angelico-Cirsietum oleracei (associatie van gewone engelwortel en moeraszegge)

Orde: Arrhenatheretalia (glanshaver-orde)

Verbond: Alopecurion pratensis (verbond van grote vossenstaart)

Associaties:
Fritillario-Alopecuretum (kievitsbloem-associatie)
Sanguisorbo-Silaetum (associatie van grote pimpernel en weidekervel)
Verbond: Arrhenatherion elatioris (glanshaver-verbond)

Associaties:
Arrhenatheretum elatioris (glanshaver-associatie)
Verbond: Cynosurion cristati (kamgras-verbond)

Associaties:
Lolio-Cynosuretum (kamgrasweide)
Galio-Trifolietum (associatie van ruige weegbree en aarddistel)